# Sterneck (Loßburg)
Der Ort Sterneck mit seiner gleichnamigen Burg ist seit 1971 der Gemeinde Loßburg, Landkreis Freudenstadt in Baden-Württemberg, zugeordnet.
Sterneck besteht aus mehreren Ortsteilen die unten beschrieben sind. Der eigentliche Ort Sterneck mit der Burgruine liegt oberhalb des Heimbachs zwischen Loßburg und dem Dornhaner Stadtteil Leinstetten, am östlichen Rand des Schwarzwaldes.
Der Ort hatte im März 2011 449 Einwohner.

## Geschichte
Die Stammburg der „Herren zu Sterneck“ war die heutige Ruine Brandeck über der Brandecker Mühle im Heimbachtal, beim Wasserwerk Dornhan. Der Schwarzwaldverein Dornhan errichtete im Jahre 2000 bei der Ruine Brandeck eine Gedenktafel mit historischen Daten. 1122 wurde das Geschlecht der Herren von Brandeck mit Egilolf von Brandeck erstmals genannt. Zwischen 1230 und 1250 errichtete Volmar von Brandeck die Burg Sterneck, heute Gemeinde Loßburg. Sicherlich wurde das Bollwerk nicht vor 1230 errichtet; denn zu dieser Zeit kam erst die Technik der Zangenlöcher zum Hochziehen der beschlagenen Mauersteine auf. In den Grundmauern des Bergfrieds sind die Zangenlöcher noch erkennbar. Zuvor lebten die Brandecker auf der o. g. Burg Brandeck bei der Heimbach-Mühle in Busenweiler. Dort sind noch Ruinenreste zu sehen. Von dem dortigen Adelssitz behielten die Herren zu Sterneck ihren Namen von Brandeck, d. h. Herren von Sterneck gab es hier nie. Eine Namensänderung erfolgte zu dieser Zeit nicht mehr. Auf der neuen Burg herrschte nun das Geschlecht der Herren von Brandeck zu Sterneck. 1251 war Volmar von Brandeck Vogt in Dornhan. 1350 erwarb der Lehnsherr Württemberg Besitzanteil an Sterneck und der Name wurde urkundlich das erste Mal erwähnt.
Zur Herrschaft Sterneck gehörten vier Dörfer (Fürnsal, Wälde, Breitenau und Busenweiler), das Pfarrgut Unterbrändi, bestehend aus der Kirche, dem Pfarrhaus, dem Mesnerhaus, einem Taglöhner- und einem Jägerhaus sowie einem Schafhaus. Außerdem besaß die Herrschaft vier Höfe (Geroldsweiler, Dottenweiler, der edelmännische Trollenberg und die zwischen 1625 und 1749 erbaute Ziegelei Salzenweiler).
Das Haus Württemberg beanspruchte mit dem Tode der letzten Brandeckerin, Katharina von Ow, (1589) als Lehnsherrschaft das Lehen Sterneck zurück, da dieses kein Erblehen gewesen sei (Katharina überlebte ihre Söhne, die Enkel waren noch minderjährig). Sogleich reformierte Pfarrer Itellhäuser aus Dornhan die Untertanen des Herrschaftsbereichs Sterneck und betreute sie seelsorgerlich. 1592 erhielt der evangelische Hans Burkhardt von Anweil das Lehen Sterneck. Dagegen wehrten sich die katholischen Herren von Ow. Sie beanspruchten weiterhin das Lehen. Schließlich erfolgte 1612 ein Vergleich: Herzog Friedrich von Württemberg verlieh in einem Lehnsbrief dem nun mündig gewordenen Adam von Ow das gesamte Sternecker Lehen als Erb- und Kunkellehen. 1720 starb die Hirrlinger Linie von Ow im Mannesstamm aus. Die Herrschaft fiel an die Tochter Maria Augusta von Attems, geb. von OW (1717 verheiratet mit Graf Anton Ferdinand von Attems). Nach dem Tode der Gräfin Maria Augusta von Attems im Jahre 1725 erhielt ihr Gemahl Graf Anton Ferdinand von Attems das Lehen Sterneck. Der Nachkomme, Graf Christian August von Attems, versäumte es, einen Teil des Hirrlinger Lehens auf sich überschreiben zu lassen. Der Lehnsherr Württemberg nahm dieses Versäumnis zehn Jahre später (1749) zum Anlass, Sterneck gegen den Hirrlinger Teil einzutauschen. Der Herzog von Württemberg wollte damit erreichen, dass es keinen katholischen Lehnsinhaber mehr gab. Er hoffte auch, dass die Wallfahrten im evangelischen Gebiet jetzt ein Ende fänden. Die Aufhebung der katholischen Kultfreiheit wäre allerdings auf Schwierigkeiten gestoßen. Aus diesem Grunde sah Württemberg davon ab, den investierten katholischen Geistlichen, Pfarrer Lieb, aus seinem Amt zu entfernen.
1749 wurde Sterneck Rentkammerort im Stabsamt Fürnsal. Die Gebäude wurden an Pächter vergeben. Nach 21 Jahren erwarb ein Bauer das Schloss samt Meiereigebäude in Erbpacht. Auch die Mühle mit Bannrecht wurde einem Bauern überlassen. Der Unterhalt des Schlosses wurde aber bald zu kostspielig. Das Schloss verfiel immer mehr.
1804 erfolgte die Aufhebung der reichsritterschaftlichen Rechte. 1807/1808 wurde Sterneck dem Oberamt Sulz zugeordnet und 1828 der Ort – von Fürnsal losgelöst – selbständige Gemeinde. Am 1. September 1971 erfolgte die Eingemeindung nach Loßburg. 1989 kam Oberbrändi zur Ortschaftsverwaltung Sterneck.
Zum Ort Sterneck gehören die Weiler:
- Dottenweiler ist 1359 erstmals erwähnt als Dottenwiler.[17] Der Name ist wohl von Toto oder Tetto abgeleitet.
- Geroldsweiler ist um 1300 erstmals als gerhitwiler genannt.[18]
- Oberbrändi wurde in den älteren Urkunden einfach mit brendi bezeichnet, so im Jahre 1425.[19]
- Salzenweiler heißt 1421 alzenwiler.[20]
- Unterbrändi (1237 brendowe) war ursprünglich der Kirchort für die Herrschaft Brandeck zu Sterneck. Siehe: Kirchliche Verhältnisse.

## Kultur und Sehenswürdigkeiten

### Burg, Schloss und Ruine Sterneck

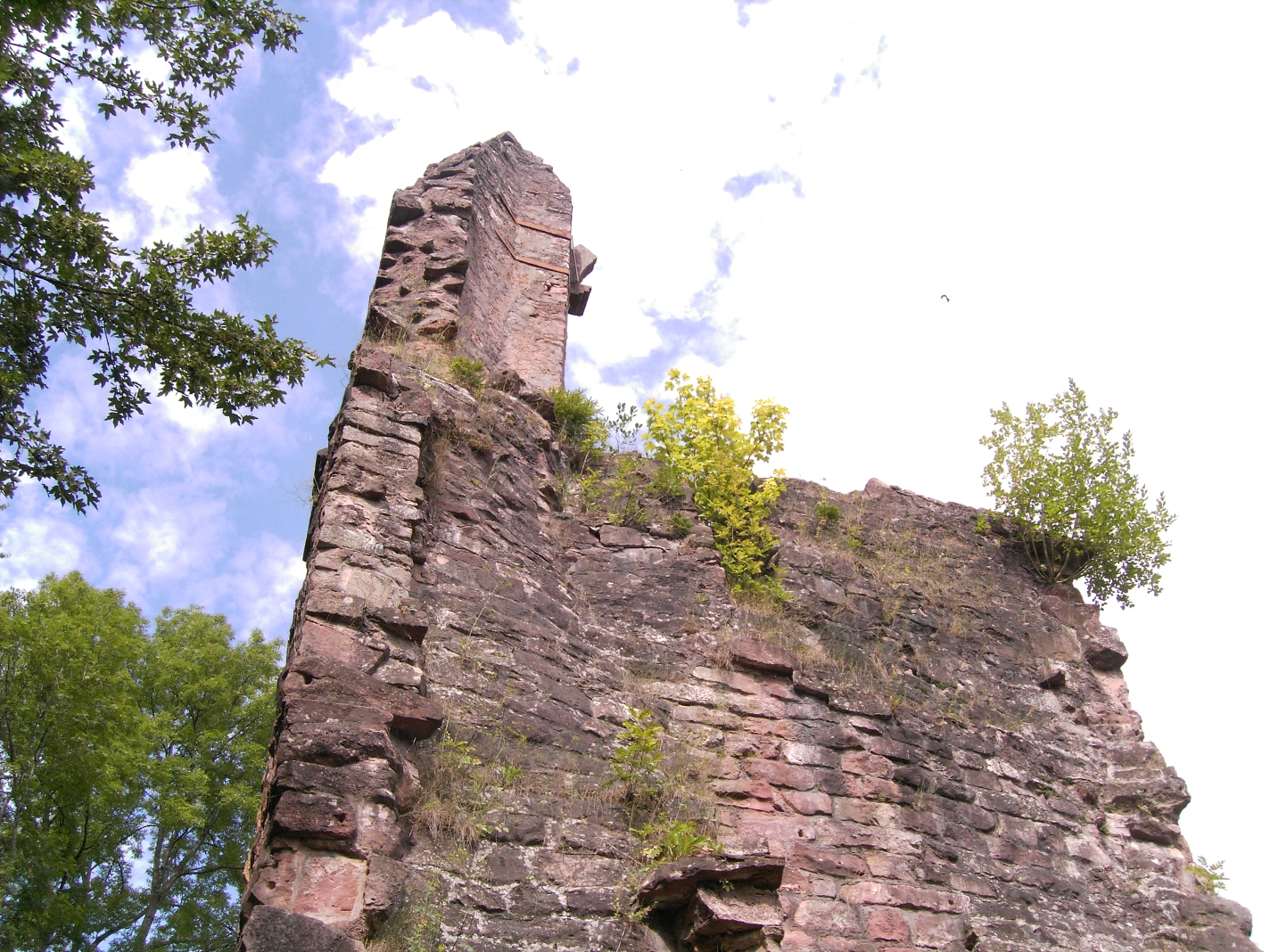
Burgruine Sterneck

Die Ruine Sterneck bei der Schloss-Schenke über dem Heimbachtal ist beliebter Anziehungspunkt für Wanderer und Kurgäste. Von 1749 an zerfiel die Anlage immer mehr. Im 20. Jahrhundert dagegen war man bestrebt, die letzten Reste des historischen Denkmals zu erhalten. Viele Renovierungen der Ruine erfolgten: 1914, 1934, 1963, 1971 und 1994/95.

### Das Kirchlein Unserer Lieben Frauen in Unterbrändi

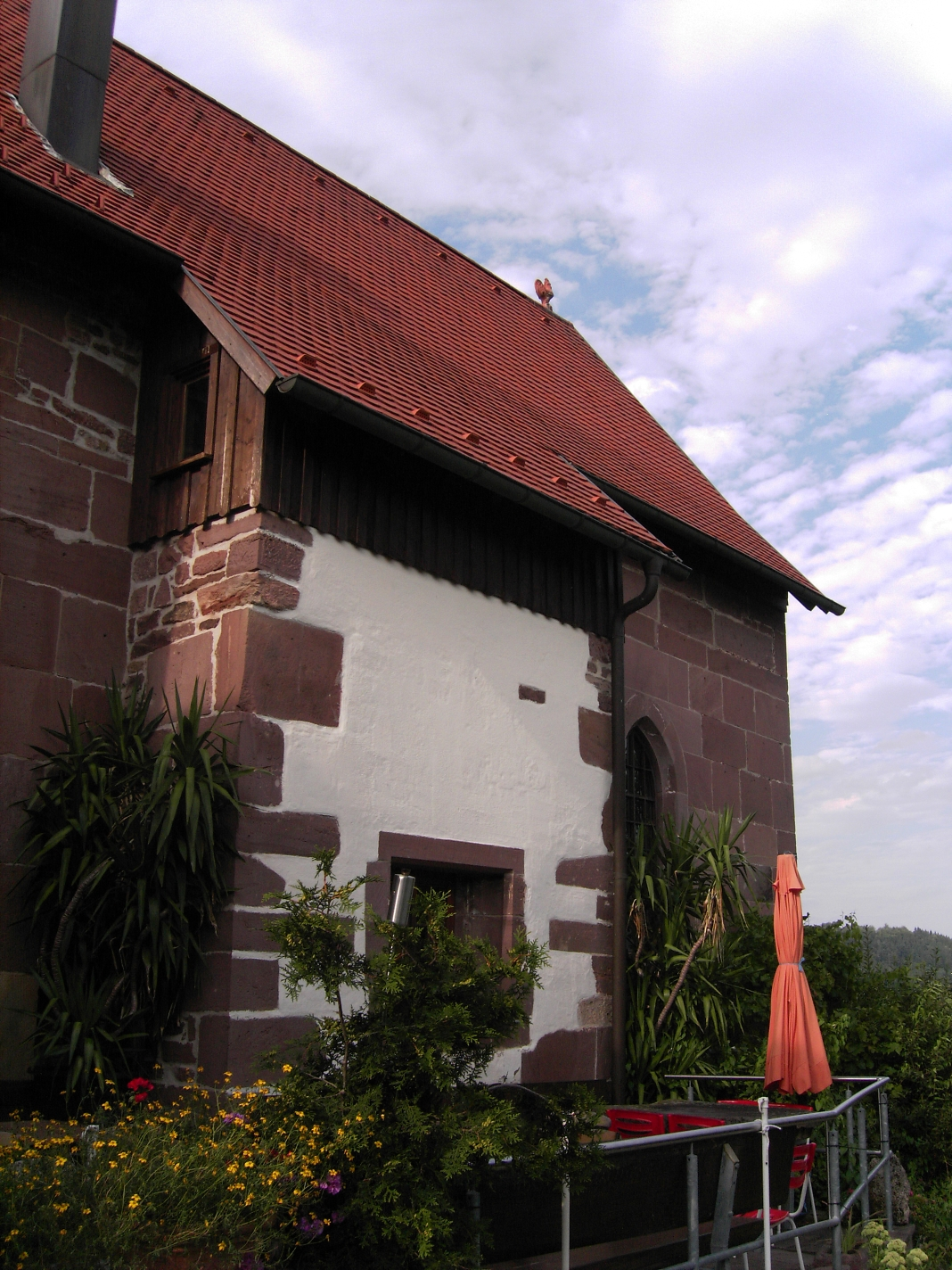
Cafékirche Unterbrändi

Von besonderem Interesse ist die alte Kirche. Lange Zeit diente sie als Ökonomiegebäude, bis in der Zeit von 1972 bis 1986 der Besitzer Erwin Seeger mit Familie die vorhandene Bausubstanz der Kirche sicherte und den Kirchenraum zu einem Café und Gasthaus umbaute. Damit ist das Kleinod im Loßburger Bereich Kunstliebhabern wieder zugänglich gemacht worden. Der Bau der heute noch vorhandenen Saalkirche mit rechteckigem Chor stammt aus der Zeit um 1230–1250. Das Gebäude wird eindeutig der Übergangsphase vom romanischen zum gotischen Baustil zugeordnet. Im Chorraum sind verschiedene Schichten alter Wandmalereien vorhanden. Das Gotteshaus „Zu Unserer Lieben Frauen“ war viele Jahrhunderte lang Wallfahrtskirche. Es war einst eine Kirche im freien Feld, ein religiöser Mittelpunkt für die ganze Umgebung und Mutterpfarrei mit den vorreformatorischen Filialen Fürnsal, Geroldsweiler, Oberbrändi, Sterneck, Wälde und zwei Höfen von Leinstetten.
Der Name Brändi und Brandeck wird meist von Brandrodung herrührend angesehen. Die Namenforscher Adolf Bach, Bruno Boesch und Hans Krahe sehen jedoch im Wortstamm „Branda“ und „Brend“ die indogermanische Bedeutung quellen, strömen, rauschen. Im Wort Brandung ist diese Ableitung noch erkennbar. Krahe schreibt: „Brend (823 Branda, 837 Brenti usw.) geht entsprechend über ein germ. brandi, brandios auf idg. bhrond, bhrondias "Quelle, Quellfluß" zurück, das seinerseits wiederum Verben wie ir. Brenn- "hervorquellen, sprudeln" … gehört.“. Der Bergvorsprung bei der ehemaligen Burg Brandeck wird vom Heimbach weitgehend umspült. Beim Marienkirchlein zu Unterbrändi war vor Jahren noch eine starke Quelle (heute kanalisiert), Voraussetzung für den Wallfahrtsort und die weit zurückreichende Kultstätte.

## Kirchliche Verhältnisse
Erstmals erwähnt wurde die Kirche für den Sternecker Bereich der Herren von Brandeck im Jahre 1237. Der Leutpriester (plebanus) Heinrich von Brändi (brendowe) war damals Zeuge in einer Urkunde, in welcher Graf Berthold von Sulz dem Kloster Rottenmünster bei Rottweil eine Jahresstiftung zum Seelenheil seiner Eltern machte. Der Ausstellungsort ist Rottenmünster bei Rottweil. Als selbständige Pfarrei ist Unterbrändi 1275 im päpstlichen Zehntregister erwähnt (Liber decimationis cleri Constanciensis pro Papa de anno 1275): „Brendü. Rektor ibidem habet infra sex marcas in redd. hec iur. dicit et sie nichil dabit“. Übersetzung: „Brendi. Der Kirchherr dort hat unter sechs Mark Einkommen. Dies sagt er unter Eid aus und so wird er nichts geben.“
Am 8. Mai 1300 erwarb Johann von Brandeck vom Sulzer Grafen Johann von Geroldseck den Kirchensatz zu Unterbrändi („ze nidra brende“). Der Weiler „Brende“ aber blieb geroldseckisch. 1314 verkaufte Johannes von Brandeck unter dem Siegel von Graf Rudolf von Hohenberg den Kirchensatz an den Grafen von Württemberg. Johannes von Brandeck war Vasall des Grafen Rudolf von Hohenberg. Im Jahre 1412 kam aber der Kirchensatz mit dem übrigen Teil des Lehens wieder an die Brandecker.
1447–1470 war Wilhelm von Geroldseck Pfarrherr in Unterbrändi. Unter ihm erfolgte der Anbau der Sakristei. Daher sind im Netz-Gewölbe der Sakristei die Wappen der Herren von Geroldseck und der Herren von Brandeck (als Kirchensatz-Inhaber) angebracht. Einige Weihekreuze sind als Reste der Ausmalung noch vorhanden.
Im Jahre 1501 kam „Brendi“ – ohne den Kirchensatz Unterbrändi – an das Kloster Alpirsbach. 1538 war die Reformation im Klosterbereich Alpirsbach abgeschlossen. Die Untertanen waren evangelisch. Oberbrändi wurde Filiale von Wittendorf. Die katholische Kirche Unterbrändi beanspruchte aber weiterhin den Kirchenzehnten von Oberbrändi. Nach dem Tode Volmars von Brandeck (1549) kam die Pfarrkirche in Unterbrändi mit der Herrschaft Sterneck an den Schwiegersohn Georg von Ow (Hirrlingen), der mit Katharina von Brandeck verheiratet war. Mit dem Tode der Katharina von Ow (1589) beanspruchte das Haus Württemberg als Lehnsherrschaft das Lehen Sterneck zurück, da dieses kein Erblehen sei (Katharina überlebte ihre Söhne, die Enkel waren noch minderjährig). Sogleich reformierte Pfarrer Itellhäuser aus Dornhan die Untertanen des Herrschaftsbereichs Sterneck und betreute sie seelsorgerlich. 1592 erhielt der evangelische Hans Burkhardt von Anweil das Lehen Sterneck. Unterbrändi wurde 1593 eine selbständige evangelische Pfarrei. Mit der kirchlichen Neugliederung kam Oberbrändi wieder zum Kirchspiel Unterbrändi und entrichtete auch den Kirchenzehnt dorthin. Ein 23-jähriger Rechtsstreit zwischen den Herren von Ow und dem Haus Württemberg (1589–1612) endete 1612 mit einem Vergleich: Herzog Friedrich von Württemberg verlieh in einem Lehnsbrief Adam von Ow das gesamte Sternecker Lehen als Erb- und Kunkellehen. Die Kirche Unterbrändi wurde wieder katholisch. Die evangelische Pfarrei mit den Filialen Wälde, Breitenau, Geroldsweiler und Sterneck/Ort wurde nach Fürnsal verlegt. Die Untertanen aber blieben evangelisch. Katholisch bleiben durften nur die Bewohner des Pfarrhauses, des Mesnerhauses, die Schlossbewohner in Sterneck und ein Hofbesitzer, der außerhalb der sterneckischen Weiler und Dörfer wohnte. Wenn aber ein Kind aus dem Hof in ein Dorf der Herrschaft Sterneck heiratete, musste es evangelisch werden. Fürnsal wurde evangelischer Pfarrort. In Unterbrändi versuchte Pfarrer Lieb (1745–1777) möglichst viele Leute im Pfarrhaus und Mesnerhaus unterzubringen. Im Pfarrhaus sollen vier bis fünf Familien gewohnt haben. Eingeheiratete katholische Frauen in seinem Kirchenbezirk bewegte er zur katholischen Kindererziehung. So war er bald bei den Württembergern als Katholikenmacher verschrien. Er und seine Haushälterin mussten manche Schikane erleiden.
In Sterneck starb die Hirrlinger Linie von Ow 1720 im Mannesstamm aus. Die Herrschaft fiel an die Tochter Maria Augusta von Attems. Im Jahre 1749 gab der Graf von Attems die Herrschaft Sterneck im Tausch gegen Güter in Hirrlingen an Württemberg ab. Die katholische Kirche in Unterbrändi sollte unverändert (status quo) am Ort verbleiben.
Jetzt gab es keinen katholischen Lehnsinhaber mehr. Eine Aufhebung der katholischen Kultfreiheit wäre allerdings auf Schwierigkeiten gestoßen. Aus diesem Grunde sah man davon ab, den investierten katholischen Geistlichen, Pfarrer Lieb, aus seinem Amt zu entfernen.
Am 6. Dezember 1777 starb Pfarrer Lieb. Sofort ließ der Dornhaner Vogt Seeger die Kirche schließen. Er ließ den Tabernakel aufbrechen und entwendete die Monstranz und das Ziborium (Speisekelch) mit den konsekrierten Hostien, das „Sanctissimum“ (Allerheiligste), leerte das Ziborium aus und deponierte dieses und die Monstranz mit der heiligen Hostie in seiner Wohnung. Nun entwickelte sich ein fast 16-jähriger Rechtsstreit zwischen der Diözese Konstanz und dem Haus Württemberg. An dessen Ende stand der Vergleich von 1793 mit der Translation des Kultus nach Leinstetten. Die Legende von der „Wandelnden Madonna“ weiß „gar Wunderliches“ davon zu berichten. Heute noch feiert die Pfarrei Leinstetten ein Translationsfest am Sonntag nach Maria Geburt (8. September).
Die Kirche gelangte auf Abbruch an den Bauern Johannes Kreuthmann. Der Antrag auf Umbau in ein Bauernhaus wurde bewilligt. Die hölzerne Glockenstube ließ der neue Besitzer abbrechen. Auf die Sicherung der Bausubstanz von 1972 bis 1986 wurde bereits hingewiesen.